# Collections d'art islamique dans le monde

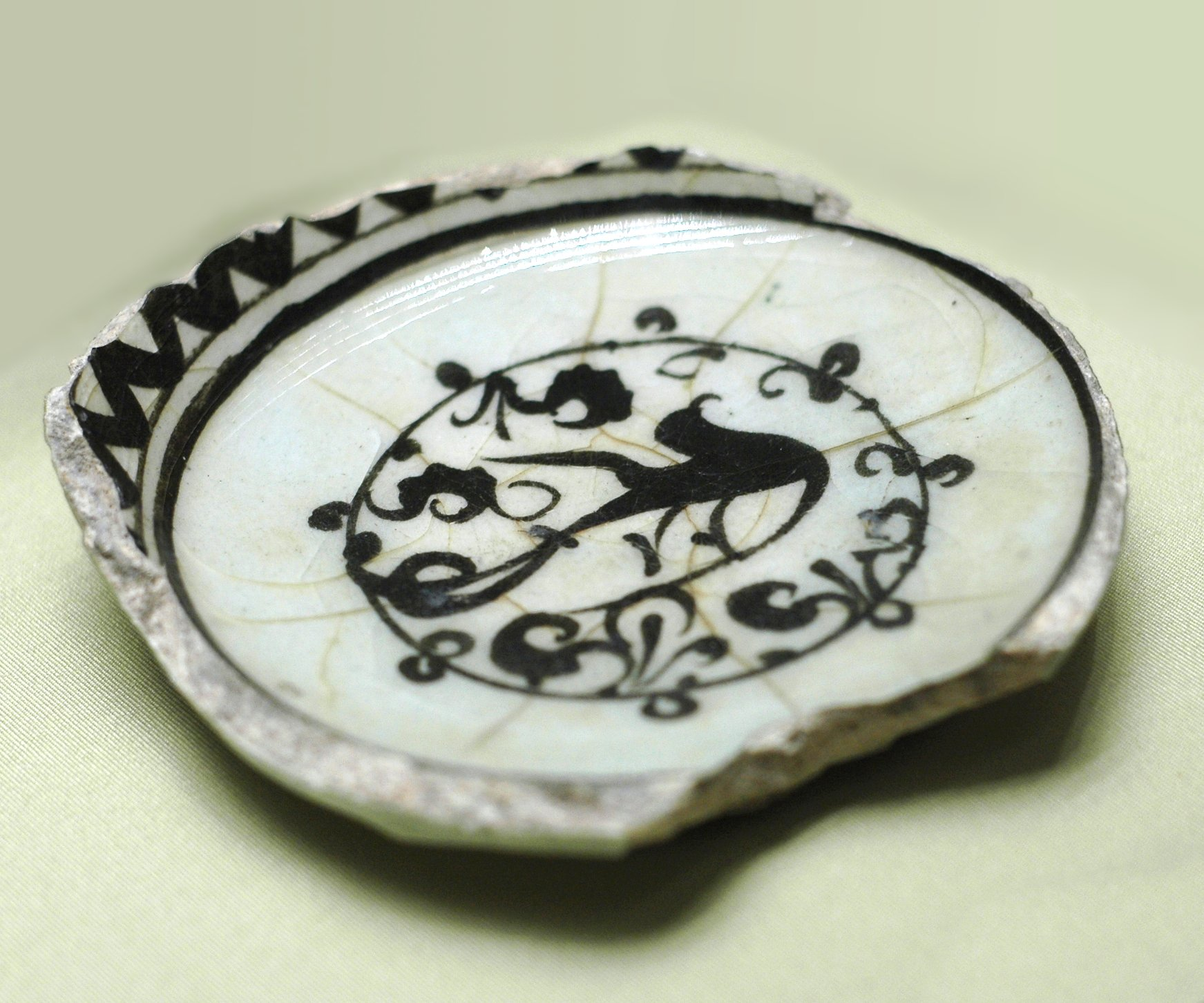
Tesson à l'oiseau, Syrie, début du XIIIe siècle, musée du Louvre.

Partout dans le monde, des musées, des bibliothèques et des collections privées conservent actuellement des objets d'art de l'Islam.

## Bref historique de la constitution des collections
Dès le Moyen Âge certains objets prennent place dans des trésors, profanes ou ecclésiastiques, dans le monde islamique comme occidental. Dès le XVe siècle en Iran des albums (muraqqa') rassemblent des calligraphies, enluminures et peintures. Toutefois, la collecte et de l'exposition des objets d'art islamique dans une optique scientifique n'apparaît qu'au milieu du XIXe siècle, en premier lieu dans le monde occidental. Les musées d'anciens pays coloniaux, comme le musée du Louvre, le British Museum, le Victoria and Albert Museum, mais aussi le musée d'art islamique de Berlin conservent ainsi des collections parmi les plus riches et les plus diversifiées du monde, enrichies par des missions ethnographiques et archéologiques, mais aussi par des dons, legs et ventes de voyageurs comme Sir Robert Murdoch Smith. Le développement de ces musées est à mettre en rapport non seulement avec celui des études orientalistes, et les prémices d'une histoire scientifique des arts de l'Islam, mais aussi avec la mise en place, à la même période, de musées consacrés aux arts décoratifs et industriels, destinés à développer l'industrie. Les collections russes, dont les plus importantes sont conservées au musée de l'Ermitage à Saint-Pétersbourg se développent à la même période, bénéficiant d'une proximité avec le monde islamique, en particulier avec la Perse et l'Asie centrale ; toutefois, il n'existe pas de musée d'art islamique avant la révolution de 1917. De la même manière, les collections américaines, parmi lesquelles celles du Metropolitan Museum of Art et du musée des beaux-arts de Boston, commencent à prendre de l'ampleur dans les premières décennies du XIXe siècle. Dans le monde islamique, les premiers musées sont des créations coloniales : Musée national des antiquités et des arts islamiques en Algérie, musée national du Bardo en Tunisie, musée d'art arabe au Caire… Après la Première Guerre mondiale, des musées sont également créés en Turquie, en Syrie, en Irak, en Iran, alors que prennent corps les pensées politiques indépendantistes. Cette histoire explique pourquoi la plupart des musées du monde islamiques conservent des collections tournées vers leur patrimoine national, tandis que les musées occidentaux exposent des collections plus généralistes, couvrant une vaste aire entre l'Espagne et l'Inde.
La Seconde Guerre mondiale et la décolonisation marquent d'importants changements, à la fois dans les pays occidentaux et islamiques. Il faut attendre les années 1970 (à la suite du premier choc pétrolier), et surtout les années 2000 (à la suite des attentats du 11 septembre 2001), pour que les grands musées occidentaux s'intéressent à nouveau aux arts de l'Islam. Des rénovations et des agrandissements des départements islamiques ont lieu dans la plupart des grands musées universalistes occidentaux. Les riches pays du golfe Arabo-Persique (Qatar, Bahreïn, Émirats arabes unis) développent eux aussi des musées d'art islamique dans cette dernière décennie ; leurs collections reprennent souvent les critères généralistes des collections européennes.

## Origines des œuvres et types de musées
L'origine des œuvres d'art islamique est souvent difficile à tracer. Les grands musées généralistes occidentaux ont souvent constitué leurs collections grâce à des dons et legs de collectionneurs et amateurs. Beaucoup d'objets proviennent d'un marché de l'art vivace depuis le XIXe siècle, centré au début du XXe siècle autour de Paris avec des vendeurs comme Georges Demotte, puis, après la Seconde Guerre mondiale, de Londres. Ces œuvres, de qualités parfois exceptionnelle, sont très difficiles à tracer. Certaines proviennent de collections amassées par des voyageurs occidentaux au XIXe siècle, d'autres de collections anciennes de familles du monde islamique, d'autres de fouilles légales ou illégales. L'archéologie est aussi une source d'arrivée des objets dans les musées. Certains musées sont ainsi entièrement consacrés à un site ou aux découvertes d'un pays. Des missions ethnographiques ont aussi permis d'enrichir les collections de musées.
Parmi les musées et collections privées conservant de l'art islamique, plusieurs types peuvent être distingués :
- des musées universalistes, qui consacrent une section ou un département de leurs collections aux arts de l'Islam ;
- des musées spécifiquement consacrés aux arts de l'Islam de manière générale, souvent de facture récente ;
- des musées dont les collections généralistes sont centrées sur un pays ou une région géographique (Maghreb, monde arabe, monde iranien…), type le plus fréquent dans le monde islamique ;
- des bibliothèques ;
- des musées archéologiques, liés à un site ou à l'activité archéologique nationale ;
- des musées ethnographiques, souvent situés dans les pays du monde islamique, et qui cherchent à préserver la mémoire de modes de vie locaux menacés par les évolutions récentes de l'urbanisation ;
- des musées spécialisés autour d'un type d'objets (verre, céramique, tapis, instruments de musique).

## Liste de musées et de collections privées possédant des éléments d'arts de l'Islam

### Musées d'Afrique
| Nom de la collection                                                          | Localisation                                  | Date de création                             | Collections | Site web                                            |
| ----------------------------------------------------------------------------- | --------------------------------------------- | -------------------------------------------- | --- | --------------------------------------------------- |
| Musée de la civilisation islamique,                                           | Au sein de la Grande Mosquée d'Alger, Algérie | 2024                                         | Histoire islamique de l’Algérie, où on y trouve des documents, des photographies, des manuscrits, des ouvrages, et des effets personnels d’oulémas et d’illustres personnalités historiques du pays |                                                     |
| Musée national des antiquités et des arts islamiques                          | Algérie, Alger                                | 1838                                         | Art islamique de la période omeyyade à la période contemporaine | Site du musée (ar + fr)                             |
| Musée national Cirta                                                          | Algérie, Constantine                          | 1931                                         | Collections archéologiques (dont pièces de la Kalâa des Béni Hammad) et ethnologiques | Site du musée (ar + fr)                             |
| Musée public national de Sétif                                                | Algérie, Sétif                                | 1896                                         | Collections archéologiques (dont pièces de la Kalâa des Béni Hammad) et ethnologiques | ?                                                   |
| Musée national du Bardo                                                       | Algérie, Alger                                | 1930                                         | Collections archéologiques et ethnologiques | Site du musée (ar + fr)                             |
| Musée national d'art et d'histoire                                            | Algérie, Tlemcen                              | 2009                                         | Art maghrébin (?) | ?                                                   |
| Musée de Tlemcen                                                              | Algérie, Tlemcen                              | 1905                                         | Archéologie préislamique et islamique | ?                                                   |
| Musée national Zabana d'Oran                                                  | Algérie, Oran                                 | 1885                                         | Archéologie islamique, numismatique, ethnologie | ?                                                   |
| Musée national des arts et traditions populaires                              | Algérie, Alger                                | 1961                                         | Ethnographie | Site du musée                                       |
| Musée national de l'enluminure, de la miniature et de la calligraphie d'Alger | Algérie, Alger                                | 2007                                         | Collections de calligraphies, miniatures et Enluminures dont islamiques | ?                                                   |
| Musée saharien de Ouargla                                                     | Algérie, Ouargla                              | 1938                                         | Ethnographie | ?                                                   |
| Musée d'El-Oued                                                               | Algérie, El-Oued                              | ?                                            | Ethnographie | ?                                                   |
| Musée folklorique de Ghardaïa                                                 | Algérie, Ghardaïa                             | ?                                            | Ethnographie | ?                                                   |
| Bibliothèque nationale d'Algérie                                              | Algérie, Alger                                | 1835                                         | Manuscrits | Site de la bibliothèque                             |
| Musée de la faculté des arts                                                  | Égypte, Alexandrie                            | 1945                                         | Matériel issu de fouilles égyptiennes | Pas de site web                                     |
| Musée de la céramique islamique                                               | Égypte, Le Caire                              | ?                                            | Céramique | Site du musée                                       |
| Musée d'art islamique                                                         | Égypte, Le Caire                              | 1903                                         | Art islamique, en grande partie égyptien | Site du musée                                       |
| Madinat Sultan                                                                | Libye, Sirte                                  | ?                                            | Archéologie du site de Madinat Sultan, datable du début de la période islamique | Pas de site officiel                                |
| Musée Jamahiriya                                                              | Libye, Tripoli                                | 1988                                         | Ethnographie | Pas de site web                                     |
| Musée islamique de Tripoli                                                    | Libye, Tripoli                                | Projet suspendu depuis la révolution de 2011 | Pas de site web |                                                     |
| Musée archéologique de Larache                                                | Maroc, Larache                                | 1973                                         | Collections archéologiques du site de Lixus (préislamiques et islamiques) | Ambassade du Maroc                                  |
| Musée archéologique de Rabat                                                  | Maroc, Rabat                                  | Années 1930                                  | Collections archéologiques, préislamiques et islamiques, de différents sites marocains | Ambassade du Maroc                                  |
| Musée Kasba                                                                   | Maroc, Tanger                                 | 1920                                         | Collections archéologiques préislamiques, collections ethnographiques marocaines | Ambassade du Maroc                                  |
| Musée ethnographique Chefchaouen                                              | Maroc, Chefchaouen                            | 1985                                         | Art du Maroc septentrional, en particulier des chefchaouni | Ambassade du Maroc                                  |
| Musée Sidi-Mohammed-ben-Abdellah                                              | Maroc, Essaouira                              | 1980                                         | Ethnographie d'Essouira et de sa région | Ambassade du Maroc                                  |
| Musée du Batha                                                                | Maroc, Fès                                    | 1915                                         | Art de la région de Fès | Ambassade du Maroc                                  |
| Musée Dar Si Saïd                                                             | Maroc, Marrakech                              | 1932                                         | Art de Haut Atlas, de l'Anti-Atlas et des régions présahariennes | Ambassade du Maroc                                  |
| Musée Dar Jamai                                                               | Maroc, Meknès                                 | 1920                                         | Artisanat de Meknès, du Moyen Atlas et du Pré-Rif | Ambassade du Maroc                                  |
| Musée ethnographique des Oudaya                                               | Maroc, Rabat                                  | 1915                                         | Ethnographie marocaine | Ambassade du Maroc                                  |
| Musée Bab el-Oqla                                                             | Maroc, Tetouan                                | 1928                                         | ethnographie du Rif et de Tétouan | Ambassade du Maroc                                  |
| Musée des armes du Bordj Nord                                                 | Maroc, Fès                                    | 1963                                         | Armes | Ambassade du Maroc                                  |
| Musée national de la céramique                                                | Maroc, Safi                                   | 1990                                         | Céramique | Ambassade du Maroc                                  |
| Musée régional de la céramique                                                | Maroc, Salé                                   | 1994                                         | Céramique | Ambassade du Maroc                                  |
| Musée national du Bardo, département Islam                                    | Tunisie, Tunis                                | 1888                                         | Art islamique des Omeyyades au XXe siècle | Site du musée (ar + en + fr)                        |
| Musée national d'art islamique de Raqqada                                     | Tunisie, Raqqada                              | Années 1960                                  | Art tunisien médiéval, en particulier éléments de la mosquée de Kairouan | Agence de mise en valeur et de promotion culturelle |
| Musée national de la médecine                                                 | Tunisie, Tunis                                | 1996                                         | Objets et manuscrits liés à la médecine | Pas de site web                                     |
| Musée des arts islamiques de Monastir                                         | Tunisie, Monastir                             | ?                                            | ? | Pas de site web                                     |
| Centre national de la céramique                                               | Tunisie, Tunis                                | 1992                                         | Céramique islamique | Pas de site web                                     |
| Musée de Mahdia                                                               | Tunisie, Mahdia                               |                                              | En particulier éléments des fouilles de Mahdia | Agence de mise en valeur et de promotion culturelle |
| Musée de la monnaie (Tunisie)                                                 | Tunisie, Tunis                                | 2008                                         | Numismatique | Pas de site web                                     |
| Musée du Sahara de Douz                                                       | Tunisie, Douz                                 | 1997                                         | Ethnographie | Agence de mise en valeur et de promotion culturelle |
| Musée ethnographie de Gabès                                                   | Tunisie, Gabès                                | ?                                            | Ethnographie | Agence de mise en valeur et de promotion culturelle |
| Musée des Arts et Traditions populaires de Djerba                             | Tunisie, Djerba                               | ?                                            | Ethnographie | Agence de mise en valeur et de promotion culturelle |
| Musée des Arts et Traditions populaires de Monastir                           | Tunisie, Monastir                             | ?                                            | Ethnographie | Agence de mise en valeur et de promotion culturelle |
| Musée Dar Ben Abdallah                                                        | Tunisie, Tunis                                | 1978                                         | Ethnographie | Agence de mise en valeur et de promotion culturelle |
| Musée Dar Essid                                                               | Tunisie, Sousse                               | ?                                            | Ethnographie | Pas de site web                                     |
| Musée Dar Jellouli                                                            | Tunisie, Sfax                                 | 1939                                         | Ethnographie | Pas de site web                                     |
| Musée de Moknine                                                              | Tunisie, Moknine                              | ?                                            | Ethnographie de la région de Moknine | Agence de mise en valeur et de promotion culturelle |
| Musée national de Carthage                                                    | Tunisie, Carthage                             | 1875                                         | Archéologie du site de Carthage | Agence de mise en valeur et de promotion culturelle |

### Musées d'Amérique
| Nom de la collection                                      | Localisation                                               | Date de création                 | Collections | Site web                                                     |
| --------------------------------------------------------- | ---------------------------------------------------------- | -------------------------------- | --- | ------------------------------------------------------------ |
| Musée national d'art oriental                             | Argentine, Buenos Aires                                    | 1965                             | Généralistes. 80 objets.                                                                                               | Présentation sur le site du ministère de la culture argentin |
| Collections de l'Université de Victoria                   | Canada, Victoria                                           | ?                                | Généralistes | Site du musée                                                |
| Musée des beaux-arts de Montréal                          | Canada, Montréal                                           | 1860                             | Généraliste, environ 325 objets, du Xe au XVIIIe siècle, de l'Espagne à l'Inde. Collection constituée en 1917 et 1962. | Site du musée                                                |
| Université McGill, bibliothèque d'études islamiques       | Canada, Montréal                                           | ?                                | Arts du livre | Site officiel                                                |
| Musée Aga Khan                                            | Canada, Toronto                                            | 2014                             | Généralistes | Site officiel                                                |
| Musée royal de l'Ontario                                  | Canada, Toronto                                            | 1905                             | Généraliste, environ 5000 objets                                                                                       | Site du musée                                                |
| Galerie d'art de Winipeg                                  | Canada, Winipeg                                            | ?                                | Pièces d'échecs, quelques tapis et textiles                                                                            | Site officiel                                                |
| Metropolitan Museum of Art, département d'art islamique   | États-Unis, New York                                       | 1866 (musée), 1936 (département) | Généralistes. Plus de 12 500 pièces, du VIIe au XIXe siècle                                                            | Site du musée                                                |
| Corning Museum of Glass                                   | États-Unis, New York                                       | 1951                             | Verre | Site du musée                                                |
| Brooklyn Museum                                           | États-Unis, New York                                       | 1897                             | Généralistes | Site du musée                                                |
| Morgan Library                                            | États-Unis, New York                                       | 1924                             | Manuscrits | Site officiel                                                |
| Freer Gallery of Art, section des arts du monde islamique | États-Unis, Washington                                     | 1923                             | Généralistes. Plus de 2 200 pièces, du VIIe au XXe siècle                                                              | Site du musée                                                |
| Arthur M. Sackler Gallery                                 | États-Unis, Washington                                     | 1982                             | Généralistes. Collections jointes à celles de la Freer Gallery                                                         | Site du musée                                                |
| Textile museum (en)                                       | États-Unis, Washington                                     | 1925                             | Tapis et textiles | Site du musée                                                |
| Musée d'art du comté de Los Angeles                       | États-Unis, Los Angeles                                    | 1910                             | Généralistes. Œuvres du VIIe au XIXe siècle                                                                            | Site du musée                                                |
| Nelson-Atkins Museum of Art                               | États-Unis, Kansas City                                    | 1933                             | Généralistes | Site du musée                                                |
| San Antonio Museum of Art                                 | États-Unis, San Antonio                                    | 1981                             | Généralistes. Œuvres du IXe au XIXe siècle                                                                             | Site du musée                                                |
| Seattle Asian Art Museum (en)                             | États-Unis, Seattle                                        | ?                                | Généralistes | Site du musée                                                |
| Musée d'art asiatique de San Francisco                    | États-Unis, San Francisco                                  | 1966                             | Généralistes | Site du musée                                                |
| Doris Duke Foundation for Islamic Art (en)                | États-Unis, Honolulu                                       | 2002                             | Généralistes. Environ 2 500 objets collectionnés par Doris Duke                                                        | Site du musée                                                |
| Appleton Museum of Art (en)                               | États-Unis, Ocala                                          | 1987                             | Généralistes | Site du musée                                                |
| Chazen Museum of Art                                      | États-Unis, Madison                                        | 1970                             | Généralistes | Site du musée                                                |
| Five College Museums (en)                                 | États-Unis, regroupement de 5 universités du Massachusetts | -                                | Généralistes | Base de données des cinq musées                              |
| Hood Museum of Art                                        | États-Unis, Hanover                                        | 1772                             | Généralistes | Site du musée                                                |
| Northwest Museum of Arts and Culture (en)                 | États-Unis, Spokane                                        | 1960                             | Généralistes | Site du musée                                                |
| Musée d'art de l'université de Princeton                  | États-Unis, Princeton                                      | 1882                             | Généralistes | Site du musée                                                |
| Birmingham Museum of Art                                  | États-Unis, Birmingham                                     | ?                                | 72 tapis | Site du musée                                                |
| Heard Museum                                              | États-Unis, Phoenix                                        | ?                                | Ethnographie : quelques tapis et textiles, vannerie, cinq bols en métal iranien.                                       | Site officiel                                                |
| Institut d'art de Chicago, département d'art asiatique    | États-Unis, Chicago                                        | 1879                             | Généraliste | Site du musée                                                |

### Musées d'Asie occidentale
| Nom de la collection | Localisation                         | Date de création | Collections | Site web                                                        |
| --- | ------------------------------------ | ---------------- | --- | --------------------------------------------------------------- |
| Musée d'art islamique de Ghazni | Afghanistan, Ghazni                  | 1966             | ? | Pas de site web                                                 |
| Musée provincial de Nangarhar | Afghanistan, Nangarhar               | ?                | ? | Pas de site web                                                 |
| Musée national de Hérat | Afghanistan, Hérat                   | 1925             | Archéologie et ethnologie islamiques. Plus d'un millier d'objets. Nombreuses destructions et disparitions pendant la période des Talibans.                                                   | Pas de site web                                                 |
| Musée national afghan | Afghanistan, Kaboul                  | 1919             | Collections archéologiques | Site officiel du musée                                          |
| Musée provincial de Kandahar | Afghanistan, Kandahar                | ?                | ? | Pas de site web                                                 |
| Musée provincial de Balkh | Afghanistan, Balkh                   | ?                | Second musée d'Afghanistan, mais plus de 4000 œuvres dérobées durant la guerre civile. | Pas de site web                                                 |
| Bibliothèque de l'université de Kaboul / Bibliothèque nationale d'Afghanistan                                                      | Afghanistan, Kaboul                  | ?                | 5000 manuscrits, 3000 livres rares, photographies, calligraphies. Une grande partie ont été détruites ou volées durant la guerre civile.                                                     | Pas de site web                                                 |
| Musée national d'Arabie Saoudite                                                                                                   | Arabie saoudite, Riyad               | 1999             | Généraliste, largement orienté sur la Péninsule et le Hajj | Site officiel                                                   |
| Maison de Nasif | Arabie saoudite, Jeddah              | 2009 ?           | Généraliste ? | Pas de site web                                                 |
| Musée national du tapis | Azerbaïdjan, Bakou                   | 1967             | Tapis | Pas de site web                                                 |
| Musée d'art national azéri | Azerbaïdjan, Bakou                   | 1920             | Œuvres azéries : métaux, céramiques, manuscrits, bijoux | Pas de site web                                                 |
| Musée de l'histoire d'Azerbaïdjan                                                                                                  | Azerbaïdjan, Bakou                   | 1920             | Œuvres de l'histoire azérie : archéologie, ethnographie, numismatique. | Site officiel du musée (az + en)                                |
| Musée national de Bahreïn | Bahreïn, Manama                      | 1988             | Archéologie, ethnographie de Bahreïn. | Site du ministère de la culture de Bahreïn                      |
| Maison du Coran | Bahreïn, Manama                      | 1990             | Manuscrits coraniques | Ministère de la culture de Bahreïn                              |
| Musée de Qal'at al-Bahreïn | Bahreïn, Qal'at al-Bahrain           | 2008             | 500 artefacts archéologiques provenant des fouilles de la forteresse de Qal'at al-Bahreïn | Ministère de la culture de Bahreïn                              |
| Louvre Abou Dabi | Emirats arabes unis, Abou Dabi       | en cours         | Généralistes | Site officiel (ar + en + fr)                                    |
| Musée de Dubaï | Emirats arabes unis, Dubai           | 1971             | Art et ethnologie locaux | Site officiel (ar + en)                                         |
| Musée numismatique de Dubaï | Emirats arabes unis, Dubai           | 2004             | Numismatique | Site officiel (ar + en)                                         |
| Musée national d'Irak | Irak, Bagdad                         | 1922             | Art islamique irakien. Largement pillé durant la guerre d'Irak. | Site officiel                                                   |
| Musée kurde du textile | Irak, Erbil                          | 2004             | Textiles kurdes (XXe siècle pour la plupart) | Site officiel                                                   |
| Musée de Mossoul | Irak, Mossoul                        | 1967             | ? Largement pillé durant la guerre d'Irak. Nouvelles destructions par Daech en 2014-2015 | Pas de site web                                                 |
| Musée de Tikrit | Irak, Tikrit                         | ?                | ? Largement pillé durant la guerre d'Irak. | Pas de site web                                                 |
| Musée national d'Iran, département islamique                                                                                       | Iran, Téhéran                        | 1936             | Art iranien, plus de 10 000 œuvres | (en + fa)                                                       |
| Musée de Tus | Iran, Tus                            | ?                | Musée d'art | Pas de site web                                                 |
| Musée Nader | Iran, district de Mashhad            | ?                | Musée d'histoire | Pas de site web                                                 |
| Musée Robate Virani | Iran, Virani                         | ?                | Anthropologie | Pas de site web                                                 |
| Musée anthropologique | Iran, Torbat-e Heidareyeh            | ?                | Anthropologie | Pas de site web                                                 |
| Musée anthropologique | Iran, Ghuchan                        | ?                | Anthropologie | Pas de site web                                                 |
| Musée anthropologique | Iran, Gonabad                        | ?                | Anthropologie | Pas de site web                                                 |
| Musée anthropologique | Iran, Gonabad ?                      | ?                | Anthropologie | Pas de site web                                                 |
| Palais aux miroirs | Iran, Yazd                           | ?                | | Pas de site web                                                 |
| Musée de calligraphie | Iran,                                | ?                | Calligraphie | Pas de site web                                                 |
| Musée de Shush | Iran, Shush                          | ?                | Anthropologie | Pas de site web                                                 |
| Musée de Shushtar | Iran, Shushtar                       | ?                | Anthropologie | Pas de site web                                                 |
| Musée de Haft tappeh | Iran, Haft-Tappeh                    | ?                | Archéologie | [www.choghazanbilo.ir]                                          |
| Musée anthropologique | Iran, Abarkouh                       | ?                | Anthropologie | Pas de site web                                                 |
| Musée Hegmataneh | Iran, Hamadan ?                      | ?                | Anthropologie | Pas de site web                                                 |
| Musée anthropologique du jardin Nazari’                                                                                            | Iran, Hamadan ?                      | ?                | Anthropologie | Pas de site web                                                 |
| Musée d'histoire et de culture de Malayer                                                                                          | Iran, Malayer                        | ?                | Anthropologie | Pas de site web                                                 |
| Musée des quatre saisons | Iran, Arak ?                         | ?                | Anthropologie | Pas de site web                                                 |
| Château Salar Mohtasham | Iran, Khomein ?                      | ?                | Anthropologie | Pas de site web                                                 |
| Chahar Soq | Iran, Saveh                          | ?                | Anthropologie | Pas de site web                                                 |
| Musée d'archéologie de Khal Khal                                                                                                   | Iran, Khal Khaal                     | 1994             | Archéologie | Pas de site web                                                 |
| Musée de Meshginshahr | Iran, Meshginshahr                   | 1993             | Archéologie | Pas de site web                                                 |
| Chini Khaneh | Iran, Ardebil                        | ?                | Musée d'histoire | Pas de site web                                                 |
| Musée anthropologique | Iran, ?                              | ?                | Anthropologie | Pas de site web                                                 |
| Musée anthropologique | Iran, Nehaband                       | ?                | Anthropologie | [www.vmkj.ir]                                                   |
| Musée d'anthropologie et d'archéologie                                                                                             | Iran, Birjand                        | ?                | Archéologie, Anthropologie | [www.vmkj.ir]                                                   |
| Musée anthropologique | Iran, Qom                            | ?                | Anthropologie | Pas de site web                                                 |
| Musée de la peinture sur verre | Iran, Téhéran                        | ?                | Musée d'art | Pas de site web                                                 |
| Musée de Gorgan | Iran, Gorgan                         | ?                | Anthropologie | Pas de site web                                                 |
| Musée numismatique | Iran, Kerman                         | ?                | Numismatique | Pas de site web                                                 |
| Musée anthropologique | Iran, Khorram Abad                   | ?                | Anthropologie | [www.falakolaflak.ir]                                           |
| Musée archéologique | Iran, Khorram Abad                   | ?                | Archéologie | Pas de site web                                                 |
| Musée de la ville | Iran, ?                              | ?                | Anthropologie | Pas de site web                                                 |
| Musée du Chehel Sotun | Iran, Qazvin                         | ?                | Calligraphie | Pas de site web                                                 |
| Musées du palais du Golestan | Iran, Téhéran                        | ?                | Musée d'histoire | Pas de site web                                                 |
| Musée du Chehel Sotun | Iran, Ispahan                        | 1948             | Histoire | Pas de site web                                                 |
| Musée des Arts Décoratifs (Rakib khaneh)                                                                                           | Iran, Ispahan                        | 1996             | Archéologie, arts mobiliers | Pas de site web                                                 |
| Musée du complexe culturel de Nihavaran                                                                                            | Iran, Téhéran                        | ?                | Divers, dont une bibliothèque | [www.niavaranpalace.ir] (fa)                                    |
| Musée anthropologique | Iran, Zabol                          | ?                | | Pas de site web                                                 |
| Musée archéologique | Iran, Chabahar                       | ?                | Anthropologie | Pas de site web                                                 |
| Musée archéologique | Iran, Iranshahr                      | ?                | Anthropologie | Pas de site web                                                 |
| Musée d'anthropologie et d'archéologie                                                                                             | Iran, Orumieh                        | 1947             | Archéologie, Anthropologie | Pas de site web                                                 |
| Musée archéologique | Iran, Miandoab                       | ?                | Anthropologie | Pas de site web                                                 |
| Musée d'artisanat | Iran, Téhéran                        | ?                | Artisanat | Pas de site web                                                 |
| Musée anthropologique | Iran, Téhéran                        | ?                | Anthropologie | Pas de site web                                                 |
| Complexe muséal du Palais Sa'dabad                                                                                                 | Iran, Téhéran                        | ?                | Plusieurs musées, dont un consacré à l'art iranien, et un consacré à la miniature. | [www.saadabadpalace.org]                                        |
| Musée calligraphique Mir Emad | Iran, Téhéran                        | ?                | Caligraphie | Pas de site web                                                 |
| Musée des vêtements traditionnels                                                                                                  | Iran, Chiraz                         | ?                | | Pas de site web                                                 |
| Musée du palais | Iran, Gorgan                         | ?                | Musée d'histoire | Pas de site web                                                 |
| Musée Salt Men | Iran, Zenjan                         | ?                | Anthropologie | Pas de site web                                                 |
| Musée anthropologique | Iran, Kazerun                        | ?                | Anthropologie | Pas de site web                                                 |
| Musée de Takht-e Jamshid | Iran, Marvdasht                      | ?                | Musée d'histoire | Pas de site web                                                 |
| Musée d'artisanat | Iran, Hamadan                        | ?                | Artisanat | Pas de site web                                                 |
| Musée du désert de Nā‘īn | Iran, Ispahan                        | ?                | Anthropologie | Pas de site web                                                 |
| Musée anthropologique | Iran, Ilam                           | ?                | Anthropologie | [www.ilam-miras.ir]                                             |
| Musée de Babol | Iran, Babol                          | ?                | Musée d'histoire | Pas de site web                                                 |
| Musée | Iran, Sari                           | ?                | Musée d'histoire | Pas de site web                                                 |
| Musée d'Azerbaïdjan | Iran, Tabriz                         | 1961             | Archéologie, anthropologie de l'Azerbaïdjan | Pas de site web                                                 |
| Musée Sanjesh, dit musée de la mesure                                                                                              | Iran, Tabriz                         | 2002             | Outils scientifiques, dont astrolabes | Pas de site web                                                 |
| Sahebol Amr (musée du Coran et de l'écriture)                                                                                      | Iran, Tabriz                         | 2001             | Manuscrits, calligraphies | Pas de site web                                                 |
| Musée de Maragha | Iran, Maragha                        | 1986             | Archéologie | Pas de site web                                                 |
| Musée des stèles | Iran, Maragha                        | 2002             | Archéologie - sculpture lapidaire | Pas de site web                                                 |
| Musée de Khoy | Iran, Khoy                           | 1970             | Archéologie, anthropologie, arts décoratifs | Pas de site web                                                 |
| Musée de Naghadeh | Iran, Naghadeh                       | ?                | Archéologie | Pas de site web                                                 |
| Musée Khazar Tamashagah | Iran, Ramsar                         | ?                | Musée d'histoire | Pas de site web                                                 |
| Musée de Shahrud | Iran, Shahrud                        | ?                | Anthropologie | Pas de site web                                                 |
| Musée Qajar, ou maison d'Amir Nezam                                                                                                | Iran, Tabriz                         | ?                | Musée de la période qajare | Pas de site web                                                 |
| Musée du site de la mosquée Kabud                                                                                                  | Iran, Tabriz                         | ?                | Anthropologie | Pas de site web                                                 |
| Musée de Banad | Iran, Banab                          | ?                | Anthropologie | Pas de site web                                                 |
| Musée des nomades | Iran, Sarab                          | ?                | Anthropologie | Pas de site web                                                 |
| Musée des vêtements | Iran, Kermanshah                     | ?                | Anthropologie | Pas de site web                                                 |
| Musée de l'image | Iran, Kermanshah                     | ?                | | Pas de site web                                                 |
| Musée anthropologique | Iran, Paveh                          | ?                | Anthropologie | Pas de site web                                                 |
| Musée anthropologique | Iran, Kermanshah                     | ?                | Anthropologie | Pas de site web                                                 |
| Musée de la céramique | Iran, Meybod                         | ?                | Céramique | Pas de site web                                                 |
| Musée du tapis | Iran, Meybod                         | ?                | | Pas de site web                                                 |
| Musée du palais Baghcheh Juq | Iran, Baghcheh Juq                   | ?                | Anthropologie | Pas de site web                                                 |
| Musée anthropologique | Iran, Taft                           | ?                | Artisanat | Pas de site web                                                 |
| Musée de l'armée | Iran, Anzali                         | ?                | | Pas de site web                                                 |
| Musée Fuman | Iran, Fuman                          | ?                | Anthropologie | Pas de site web                                                 |
| Musée archéologique | Iran, Ispahan                        | ?                | Archéologie | Pas de site web                                                 |
| Musée Abianeh | Iran, Ispahan                        | ?                | Anthropologie | Pas de site web                                                 |
| Musée culturel et historique | Iran, Asadabad                       | ?                | Anthropologie | Pas de site web                                                 |
| Musée du jardin Afif Abad | Iran, Chiraz                         | ?                | Armes anciennes | Pas de site web                                                 |
| Musée anthropologique d'Ardébil | Iran, Ardébil                        | 1999             | Anthropologie | Pas de site web                                                 |
| Musée du tapis | Iran, Téhéran                        | 1976             | Tapis, du XVIIIe siècle à nos jours |                                                                 |
| Musée et bibliothèque nationale Malek                                                                                              | Iran, Téhéran                        | ?                | 19 000 manuscrits, 3 000 œuvres variées (numismatique, tapis, peinture) | (fa + en)                                                       |
| Musée de Muharram | Iran, Tabriz                         | ?                | Anthropologie du shiisme | Pas de site web                                                 |
| Musée Pars | Iran, Shiraz                         | 1936             | Céramique | Pas de site web                                                 |
| Musée de la citadelle | Iran, Chiraz                         | ?                | Anthropologie | Pas de site web                                                 |
| Musée de la céramique | Iran, Tabriz                         | ?                | Céramique | Pas de site web                                                 |
| Musée Reza Abbasi | Iran, Téhéran                        | 1977             | Art iranien pré-islamique et islamique jusqu'à la fin de la période qajare |                                                                 |
| Musée du verre et de la céramique de Téhéran                                                                                       | Iran, Téhéran                        | 1980             | Verre, céramique |                                                                 |
| L. A. Mayer Institute for Islamic Art                                                                                              | Israël/Palestine, Jérusalem          | 1974             | Généraliste | Site officiel                                                   |
| Musée archéologique de Jodanie | Jordanie, Amman                      | 1951             | Archéologie jordanienne | Pas de site web                                                 |
| Musée anthropologique de Jordanie                                                                                                  | Jordanie, Amman                      | ?                | Anthropologie jordanienne | Pas de site web                                                 |
| Musée universitaire de Jordanie | Jordanie, Amman                      | ?                | Variable | Pas de site web                                                 |
| Musée archéologique d'Aqaba | Jordanie, Aqaba                      | 1990             | Archéologie préislamique et islamique (VIIe – XIIe siècles) |                                                                 |
| Musée du Prophète Mahomet | Jordanie, Amman                      | 2012             | Reliques muhammadiennes | Pas de site web                                                 |
| Musée archéologique de Madaba | Jordanie, Madaba                     | ?                | Archéologie | Pas de site web                                                 |
| Musée de Dar as-Saraya | Jordanie, Irbid                      | ?                | ? | Pas de site web                                                 |
| Musée central d'État du Kazakhstan                                                                                                 | Kazakhstan, Almaty                   | 1931             | Archéologie, ethnologie et art du Kazakhstan | Site officiel                                                   |
| Musée national des instruments de musique                                                                                          | Kazakhstan, Almaty                   | 1980             | Instruments de musique | Site de la ville d'Almaty                                       |
| Musée national d'archéologie de l'académie des sciences                                                                            | Kazakhstan, Almaty                   | 1973             | Archéologie kazakhe | Pas de site web                                                 |
| Musée national du livre | Kazakhstan, Almaty                   | 1977             | Art du livre | Pas de site web                                                 |
| Dar al-Athar al-Islamiyyah (collection al-Sabah)                                                                                   | Koweït, Koweit City                  | 1983             | Généraliste, plus de vingt mille objets, dont au moins 8 000 monnaies. Ancienne collection privée du shaykh Nasser al-Sabah, commencée en 1975.                                              | Site officiel                                                   |
| Musée Tareq Rajab | Koweït, Koweit City                  | 1980             | Généralistes, 13 000 objets. Une large partie de la collection est consacrée à la calligraphie.                                                                                              | Site officiel                                                   |
| Musée historique | Kirghizistan, Bichkek                | 1926             | Histoire nationale | Pas de site web                                                 |
| Musée des beaux-arts | Kirghizistan, Bichkek                | 1974             | ? | Pas de site web                                                 |
| Bibliothèque nationale | Kirghizistan, Bichkek                | 1934             | Arts du livre khirghiz | Pas de site web                                                 |
| Musée national de Beyrouth | Liban, Beyrouth                      | 1928 ?           | Art et archéologie libanais | Site officiel                                                   |
| Musée archéologique de l'université américaine de Beyrouth                                                                         | Liban, Beyrouth                      | 1902             | Archéologie du Liban de la période omeyyade à la période ottomane. | Site officiel (en + ar)                                         |
| Musée de la soie | Liban, Bsous                         | 2000             | Eco-musée | Site officiel                                                   |
| Musée du patrimoine libanais | Liban, Jounieh                       | 2003             | Art et archéologie libanais. Medis variés, de la période omeyyade à la période mamelouke | Site officiel                                                   |
| Musée privée Robert Mouwad | Liban, Beyrouth                      | ?                | Art ottoman du Proche-Orient | Site officiel                                                   |
| Musée du savon | Liban, Sidon                         | 2000             | Ethnologie : artefacts liés à la fabrication du savon depuis le XIIIe siècle | Présentation sur le site de la fondation Audi                   |
| Musée Bait al-Zubair | Oman, Mascate                        | 1998             | Musée privé, ethnographie, livres, numismatique | Site officiel                                                   |
| Musée de la porte de Mascate | Oman, Mascate                        | 2001             | Histoire d'Oman | Pas de site web                                                 |
| Musée du patrimoine omanais | Oman, Mascate                        | 1974             | Archéologie et histoire d'Oman | Pas de site web                                                 |
| Musée national d'Oman | Oman, Mascate                        | 1978             | Art et histoire d'Oman | Présentation sur le site du ministère de la Culture d'Oman      |
| Musée des forces armées Sultan Ahmed                                                                                               | Oman, Mascate                        | ??               | Armes | Pas de site web                                                 |
| Musée Sayid Faisal bin Ali | Oman, Mascate                        | ??               | Armes | Pas de site web                                                 |
| Musée de la banque centrale d'Oman                                                                                                 | Oman, Mascate                        | ??               | Numismatique | Pas de site web                                                 |
| Musée Bait al-Baranda | Oman, Mascate                        | 2006             | Histoire de Mascate | Pas de site web                                                 |
| Bait Al Na'aman | Oman, à une heure de Mascate         | ??               | Mobilier traditionnel d'Oman | Pas de site web                                                 |
| Musée de Salalah | Oman, Salalah                        | ??               | Épigraphie | Pas de site web                                                 |
| Musée des terres de l'encens (Land of Franckincense)                                                                               | Oman                                 | 2007             | Histoire de l'encens | Présentation sur le site de l'UNESCO                            |
| Fort de Sohar | Oman, Sohar                          | 1993             | Archéologie et histoire de la ville | Pas de site web                                                 |
| Musée national d'histoire | Ouzbékistan, Tachkent                | ?                | Archéologie, art et ethnologie ouzbèkes. 250 000 objets, islamiques ou non. | Pas de site officiel                                            |
| Musée national d'arts appliqués | Ouzbékistan, Tachkent                | 1938             | Généralistes | Pas de site officiel                                            |
| Musée des Timurides | Ouzbékistan, Tachkent                | 1996             | Objets de la période timuride | Pas de site officiel                                            |
| Musée d'histoire de Samarcande | Ouzbékistan, Samarcande              | ?                | Site de Samarkand - archéologie | Pas de site web                                                 |
| Musée d'art et d'histoire du peuple ouzbek                                                                                         | Ouzbékistan, Samarcande              | 1896             | Archéologie, art et ethnologie ouzbèks | Pas de site web                                                 |
| Musée national de Boukhara | Ouzbékistan, Boukhara                | 1922             | Collections diverses locales | Site officiel                                                   |
| Musée d'études régionales du Ferghana                                                                                              | Ouzbékistan, Margilan                | 1897             | Collections locales | Pas de site web                                                 |
| Musée archéologique de Termez | Ouzbékistan, Termez                  | 2001             | Archéologie locale, notamment du site de Surkhandarya | Pas de site web                                                 |
| Musée des traditions locales du Karakalpakstan                                                                                     | Ouzbékistan, Nukus                   | 1929             | Ethnologie locale | Pas de site web                                                 |
| Musée Amet and Ayimkhan Shamuratovs                                                                                                | Ouzbékistan, Nukus                   | 1998             | Ethnologie locale | Pas de site web                                                 |
| Musée des traditions locales | Ouzbékistan, Muynak                  | Années 1980      | Ethnologie locale | Pas de site web                                                 |
| Musée al-Bad pour la production d'huile d'olive                                                                                    | Territoires palestiniens, Bethléem   | ??               | Archéologie et ethnographie de la production d'huile d'olive | Pas de site web                                                 |
| Musée du folklore de Bethléem | Territoires palestiniens, Bethléem   | ??               | Ethnographie | Pas de site web                                                 |
| Musée ethnographique palestinien                                                                                                   | Territoires palestiniens, Bethléem   | ??               | Ethnographie | Pas de site web                                                 |
| Centre du patrimoine palestinien                                                                                                   | Territoires palestiniens, Bethléem   | 1991             | Ethnographie, en particulier textile | Site officiel                                                   |
| Musée archéologique de Gaza | Territoires palestiniens, Gaza       | 2008             | Archéologie locale | Pas de site web                                                 |
| Musée de Bahawalpur | Pakistan, Bahawalpur                 | ?                | Généraliste, avec une galerie consacrée aux Corans | Présentation sur le site de la ville                            |
| Musée de Chakdara | Pakistan, Chakdara                   | ?                | Restes de l'ancienne mosquée de la ville, ethnologie | Pas de site web                                                 |
| Musée de Lahore | Pakistan, Lahore                     | 1965             | Essentiellement art islamique indien | Site officiel                                                   |
| Bibliothèque de l'université du Penjab                                                                                             | Pakistan, Lahore                     | 1920             | 11 000 manuscrits, 239 monnaies | Site officiel                                                   |
| Musée Lyallpur | Pakistan, Faisalabad                 | ?                | Arts et archéologie régionaux | Site officiel                                                   |
| Musée de Multan | Pakistan, Multan                     | ?                | Art local | Pas de site web                                                 |
| Musée national du Pakistan | Pakistan, Karachi                    | 1950             | Art indien | Pas de site web                                                 |
| Musée de Peshawar | Pakistan, Peshawar                   | 1907             | Art indien | Pas de site web                                                 |
| Musée d'art islamique | Qatar, Doha                          | 2008             | Généraliste | Site officiel                                                   |
| Musée national de Damas | Syrie, Damas                         | 1936             | Art syrien. Environ 30 000 pièces islamiques, objets mobiliers, éléments architecturaux et manuscrits.                                                                                       | Sur le site de l'UNESCO                                         |
| Musée national d'Alep | Syrie, Alep                          | 1931             | Art syrien, islamique et pré-islamique. En tout, environ 20 000 items. Endommagé pendant la guerre civile syrienne.                                                                          | Pas de site web                                                 |
| Musée de Deir ez-Zor | Syrie, Deir ez-Zor                   | 1974             | Art de la Syrie du Nord. 25 000 items islamiques et pré-islamiques | Pas de site web                                                 |
| Musée de Raqqa | Syrie, Raqqa                         | 1981             | Art syrien de la province de Raqqa | Pas de site web                                                 |
| Musée d'Idleb | Syrie, Idleb                         | ?                | ? | Pas de site web                                                 |
| Musée des arts et traditions populaires du palais de Azm                                                                           | Syrie, Damas                         | ?                | Ethnologie | Pas de site web                                                 |
| Palais de Azm | Syrie, Hama                          | 1956             | Archéologie et ethnographie régionales | Pas de sites web                                                |
| Maktab Anbar | Syrie, Damas                         | 1976 ?           | ? | Pas de site web                                                 |
| Musée de la Science et de la Médecine dans le monde arabe                                                                          | Syrie, Damas, Hôpital de Nur al-Din  | 1975 ?           | Science et médecine | Pas de site web                                                 |
| Musée de la citadelle | Syrie, Alep, Citadelle               | ?                | Archéologie alepine. Le bâtiment a été endommagé dans la guerre civile syrienne | Pas de site web                                                 |
| Musée des arts et traditions populaires                                                                                            | Syrie, Alep, maison Ajeqbash         | ?                | Ethnologie. Très largement endommagé et pillé lors de la guerre civile syrienne | Pas de site web                                                 |
| Musée de la calligraphie arabe | Syrie, Damas, école Jaqmaqieh        | ?                | Calligraphie | Pas de site web                                                 |
| Musée national du folklore | Syrie, Homs                          | ?                | Ethnologie | Pas de site web                                                 |
| Musée de Homs | Syrie, Homs                          | ?                | Archéologie locale | Pas de site web                                                 |
| Musée de la cathédrale de Tartous                                                                                                  | Syrie, Tartous                       | ?                | Œuvres locales | Pas de site web                                                 |
| Musée Arwad | Syrie, Tartous, Citadelle            | ?                | ? | Pas de site web                                                 |
| Musée archéologique de Bosra | Syrie, Bosra, Citadelle              | ?                | Collections locales (céramiques, métaux, verres, joaillerie, pierre) | Pas de site web                                                 |
| Musée de Lattaquié | Syrie, Lattaquié                     | ?                | Archéologie locale | Pas de site web                                                 |
| Musée national Behzod | Tadjikistan, Douchanbé               | ?                | Archéologie et ethnologie du Tadjikistan | Page facebook officielle du musée                               |
| Musée national des antiquités du Tadjikistan                                                                                       | Tadjikistan, Douchanbé               | ?                | Archéologie médiévale | Site officiel                                                   |
| Musée Gurminj | Tadjikistan, Douchanbé               | 1990             | Instruments de musique | Pas de site ?                                                   |
| Bibliothèque nationale du Tadjikistan                                                                                              | Tadjikistan, Douchanbé               | ?                | 2 206 volumes (1 494 en persan, 546 en arabe, et 166 en langues turques) | Site en construction                                            |
| Bibliothèque d’Aleksandr Aleksandrovitch Semenov (Institut d’histoire, d’archéologie et d’ethnographie de l’Académie des Sciences) | Tadjikistan, Douchanbé               | ?                | Bibliothèque privée. Manuscrits persans, arabes et turcs |                                                                 |
| Bibliothèque de l'université nationale                                                                                             | Tadjikistan, Douchanbé               | ?                | 300 manuscrits en arabe, persan, turkî, ourdou, pashto | Pas de site                                                     |
| Bibliothèque de l’Institut pédagogique                                                                                             | Tadjikistan, Douchanbé               | ?                | 200 manuscrits en arabe et persan | Pas de site                                                     |
| Institut du Patrimoine écrit (Académie des sciences du Tadjikistan)                                                                | Tadjikistan, Douchanbé               | ?                | 25 000 Manuscrits du XIIIe au XXe siècle. En particulier, dans le fonds A. Mirzoev, 5 044 manuscrits (3 700 en persan, plus de 1 000 en arabe, et 350 en langues turques), donc 24 illustrés | Pas de site                                                     |
| Bibliothèque régionale | Tadjikistan, Khujand                 | ?                | Manuscrits | Pas de site                                                     |
| Musée régional de Khujand | Tadjikistan, Khujand                 | ?                | ? | Pas de site                                                     |
| Musée archéologique d'Hatay-Antakya                                                                                                | Turquie, Antioche                    | 1948             | ? | Site officiel                                                   |
| Musée archéologique d'Antalya | Turquie, Antalya                     | 1923             | Art turc (seldjoukide, ottoman) dans le département ethnographique | Site officiel (tr + en)                                         |
| Musée archéologique de Burdur | Turquie, Burdur                      | 1969             | Art ottoman | Site officiel                                                   |
| Musée de la maison des Mawlawi | Turquie, Istanbul                    | 1925             | Art lié à la confrérie mawlawi | Site officiel                                                   |
| Musée d'archéologie et de la momie d'Amasya                                                                                        | Turquie, Amasya                      | 1925             | Archéologie et art | Présentation sur le portail du tourisme turc                    |
| Musée du site historique d'Alacahoyuk                                                                                              | Turquie, Çorum                       | 1940             | Archéologie ottomane | Présentation sur le portail du tourisme turc                    |
| Musée militaire d'Istanbul | Turquie, Istanbul                    | 1967, 1993       | Art militaire | Présentation sur le site d'Istanbul 2010                        |
| Musée ethnographique Atatürk | Turquie, Sivas                       | 1984             | Art de l'Anatolie | Présentation sur le site du ministère de la culture             |
| Musée d'archéologie sous-marine | Turquie, Bodrum                      | 1961             | Archéologie sous-marine | Site officiel                                                   |
| Musée du Çinili Kiösk | Turquie, Istanbul                    | ?                | Céramique islamique (ottomane) | Site officiel                                                   |
| Musée du palais de Topkapı | Turquie, Istanbul, palais de Topkapı | 1921             | Généralistes | Site officiel                                                   |
| Musée des Arts turcs et islamiques                                                                                                 | Turquie, Istanbul                    | ?                | Généralistes, 33 000 œuvres | Site officiel                                                   |
| Musée Sadberk Hanim | Turquie, Istanbul                    | 1980             | Généralistes, environ 5000 œuvres islamiques | Site officiel                                                   |
| Musée de Mawlana | Turquie, Konya                       | ?                | Cénotaphe et collections liées à Djalâl ad-Dîn Rûmî | Pas de site web                                                 |
| Musée d'ethnographie d'Ankara | Turquie, Ankara                      | 1925             | Généralistes | Site officiel                                                   |
| Musée Pera | Turquie, Istanbul                    | 2005             | Céramique de Kütahya, poids et mesures | Site officiel ; Traduction française autorisée du Site officiel |
| Musée national d'histoire du Turkménistan                                                                                          | Turkménistan, Achgabat               |                  | Archéologie, art et ethnologie turkmènes | Pas de site officiel                                            |
| Musée national du tapis | Turkménistan, Achgabat               | 1994             | Tapis | Pas de site officiel                                            |
| Musée d'histoire de Mary | Turkménistan, Mary                   | 1968             | Art et ethnologie locale, archéologie du site de Merv | Pas de site officiel                                            |
| Musée d'histoire de Turkmenabat | Turkménistan, Turkmenabat            | ?                | Art local | Pas de site officiel                                            |
| Musée d'histoire de Turkmenbashi                                                                                                   | Turkménistan, Turkmenbashi           | ?                | Art local | Pas de site officiel                                            |

### Musées d'Asie orientale
| Nom de la collection              | Localisation           | Date de création | Collections  | Site web      |
| --------------------------------- | ---------------------- | ---------------- | ------------ | ------------- |
| Musée d'art islamique de Malaisie | Malaisie, Kuala Lumpur | 1998             | Généralistes | Site officiel |
| Asian Civilisation Museum         | Singapour              | 1997             | Généralistes | Site officiel |

### Musées d'Europe
| Nom de la collection                                                 | Localisation                       | Date de création                               | Collections | Site web                                                               |
| -------------------------------------------------------------------- | ---------------------------------- | ---------------------------------------------- | --- | ---------------------------------------------------------------------- |
| Musée d'art oriental de Bratko                                       | Albanie, Korçë                     | 2003                                           | Textiles et tapis ? | Site officiel ?                                                        |
| Musée d'Art islamique de Berlin                                      | Allemagne, Berlin                  | 1904                                           | Généralistes, environ 16000 objets | Site officiel                                                          |
| Bibliothèque d'État de Berlin                                        | Allemagne, Berlin                  | 1661 (début des acquisition islamiques : 1817) | 100 manuscrits illustrés, 100 feuilles isolées | Site officiel                                                          |
| Musée Grassi d'ethnologie                                            | Allemagne, Leipzig                 | 1869                                           | Ethnologie | Site officiel                                                          |
| Musée d'ethnologie de Dresde                                         | Allemagne, Dresde                  | 1866                                           | Ethnologie | Site officiel                                                          |
| Museum für Kunst und Gewerbe, Hamburg                                | Allemagne, Hambourg                | 1877                                           | Ceramiques, textiles, manuscipts | Site officiel                                                          |
| Museum Kunstpalast                                                   | Allemagne, Düsseldorf              | 1882                                           | Généralistes, environ 1100 oeuvres | Site officiel                                                          |
| Musée des arts appliqués                                             | Allemagne, Francfort               | 1877                                           | Généralistes, essentiellement céramiques et textiles | Site officiel                                                          |
| Musée d'histoire de l'art de Vienne                                  | Autriche, Vienne                   | 1891                                           | ? | Site officiel                                                          |
| Musée historique de la ville de Vienne                               | Autriche, Vienne                   | 1888                                           | Butin pris aux Ottomans lors des sièges de Vienne. 500 objets environ. | Site officiel                                                          |
| Musée d'ethnologie                                                   | Autriche, Vienne                   | 1928                                           | Généralistes, 100 œuvres environ | Site officiel                                                          |
| Musée national des arts décoratifs                                   | Autriche, Vienne                   | 1864                                           | Généralistes, un millier d'œuvres | Site officiel                                                          |
| Bibliothèque nationale autrichienne                                  | Autriche, Vienne                   | Moyen-Âge                                      | 5000 manuscrits, 600 peintures | Site officiel                                                          |
| Musée de la cathédrale et du diocèse de Vienne                       | Autriche, Vienne                   | 1933                                           | ? | Site officiel                                                          |
| Musée d'histoire militaire de Vienne                                 | Autriche, Vienne                   | 1869                                           | Armes | Site officiel                                                          |
| Musée de l'ordre teutonique                                          | Autriche, Vienne                   | ?                                              | Armes ? | Site officiel                                                          |
| Musée des Instruments de musique (Musées royaux d'Art et d'Histoire) | Belgique, Bruxelles                | 1877                                           | Instruments de musique (350 objets islamiques) | Site officiel                                                          |
| Musée du Cinquantenaire (Musées royaux d'Art et d'Histoire)          | Belgique, Bruxelles                | 1967                                           | Généralistes, environ 880 objets, spécialement des céramiques et des textiles | Site officiel, page sur les collections islamiques                     |
| Musée Broel                                                          | Belgique, Courtrai                 | ?                                              | 8 céramiques iraniennes | Pas de site officiel                                                   |
| Musée national de Bosnie-Herzégovine                                 | Bosnie-Herzégovine, Sarajevo       | 1888                                           | Œuvres de la période islamique de la région (XIVe – XIXe siècles). 5 000 à 6 000 œuvres                                                                                            | Pas de site officiel                                                   |
| Musée archéologique national de Bulgarie                             | Bulgarie, Sofia                    |                                                | Art ottoman local | Site officiel                                                          |
| Musée national d'histoire de Bulgarie                                | Bulgarie, Sofia                    | 1973                                           | Art ottoman local | Site officiel                                                          |
| Musée national d'histoire militaire de Bulgarie                      | Bulgarie, Sofia                    | 1914                                           | Armes et militaria | Site officiel                                                          |
| David Collection                                                     | Danemark, Copenhague               | 1960                                           | Généralistes, plus de 1100 objets | Site officiel (da + en)                                                |
| Designmuseum Danmark                                                 | Danemark, Copenhague               | 1890                                           | Essentiellement des verres, céramiques et textiles, une centaine d'objets | Site officiel (da + en)                                                |
| Musée national du Danemark                                           | Danemark, Copenhague               |                                                | Environ 2000 objets provenant des fouilles de Hama (Syrie), 15 000 objets ethnographiques (section ethnographique) d'Asie Centrale, d'Inde et du monde ottoman, 27 armes (arsenal) | Site officiel (da + en)                                                |
| Collections royales du Danemark                                      | Danemark, Copenhague               | 1833                                           | 23 Textiles, 7 tapis, 1 coffret en ivoire, quelques armes et vaisselles | Site officiel (da + en)                                                |
| Musée des cultures                                                   | Finlande, Helsinki                 |                                                | Ethnographie, notamment textiles indiens et marocains | Site officiel (fi + en + sw)                                           |
| Musée du Louvre, département des arts de l'Islam                     | France, Paris                      | 1793 (département : 1993)                      | Généraliste, 14 000 objets | Site officiel (fr + en) [citation nécessaire], (ja)                    |
| Musée des arts décoratifs                                            | France, Paris                      | 1882                                           | Généralistes, 3500 oeuvres actuellement déposées au musée du Louvre | Site officiel (fr + en)                                                |
| Bibliothèque nationale de France                                     | France, Paris                      | 1537                                           | Manuscrits et imprimés | Site officiel (fr + ar) [citation nécessaire],(de + en + es + ja + pt) |
| Institut du monde arabe                                              | France, Paris                      | 1987                                           | Généraliste | Site officiel (fr + ar + en)                                           |
| Musée du quai Branly - Jacques Chirac                                | France, Paris                      | 2006                                           | Ethnologie | Site officiel (fr + en + es)                                           |
| Musée du Petit Palais                                                | France, Paris                      | 1900                                           | 23 objets (céramique, verre) | Site officiel (fr)                                                     |
| Musée national des arts asiatiques - Guimet                          | France, Paris                      | 1889                                           | Art moghol et d'Asie Centrale | Site officiel (fr)                                                     |
| Musée des beaux-arts d'Angoulême                                     | France, Angoulême                  | 1869                                           | 393 oeuvres d'Afrique du Nord | Site officiel (fr + en)                                                |
| Musée national Adrien Dubouché                                       | France, Limoges                    | 1845                                           | Céramique | Site officiel (fr + en)                                                |
| Musée des Beaux-Arts de Lyon                                         | France, Lyon                       | 1792                                           | Généralistes, environ 1150 objets | Site officiel (fr)                                                     |
| Musée des Tissus et des Arts décoratifs                              | France, Lyon                       | 1864                                           | Textiles, céramiques | Site officiel (fr)                                                     |
| Musée des civilisations de l'Europe et de la Méditerranée            | France, Marseille                  | 2013                                           | Anthropologiques | Site officiel                                                          |
| Musée national de Céramique                                          | France, Sèvres                     | 1824                                           | Céramique | Site officiel (fr)                                                     |
| Birmingham Museum and Art Gallery                                    | Grande-Bretagne, Birmingham        | 1885                                           | Généralistes | Site officiel                                                          |
| Thinktank, Birmingham Science Museum                                 | Grande-Bretagne, Birmingham        | 2001                                           | Objets scientifiques et armes | Site officiel                                                          |
| Bristol museum and art gallery                                       | Grande-Bretagne, Bristol           | ?                                              | Généralistes, 650 objets sans compter les objets moghols | Site officiel                                                          |
| Fitzwilliam Museum                                                   | Grande-Bretagne, Cambridge         | 1848                                           | Généralistes, environ 1000 objets et manuscrits | Site officiel                                                          |
| Musée oriental de l'université de Durham                             | Grande-Bretagne, Durham            | 1960                                           | Généralistes, environ 150 objest | Site officiel                                                          |
| Musée national d'Écosse                                              | Grande-Bretagne, Edimbourg         | 1861                                           | Généralistes, environ 4000 objets | Site officiel                                                          |
| Collection Burrell                                                   | Grande-Bretagne, Glasgow           | 1983                                           | 412 objets, essentiellement des céramiques et tapis persans | Présentation du musée sur le site de la ville                          |
| Royal Armouries                                                      | Grande-Bretagne, Leeds             | 1996                                           | Armes et armures | Site officiel                                                          |
| Collection Khalili                                                   | Grande-Bretagne, Londres           | ?                                              | Généralistes | Site officiel                                                          |
| British Library                                                      | Grande-Bretagne, Londres           | 1973                                           | Livres et manuscrits, dont 15000 manuscrits arabes, 11000 manuscrits persans et 200 manuscrits turcs                                                                               | Site officiel                                                          |
| British Museum                                                       | Grande-Bretagne, Londres           | 1753                                           | Généralistes | Site officiel                                                          |
| Royal Asiatic Society, Bibliothèque                                  | Grande-Bretagne, Londres           | 1823                                           | 2000 manuscrits de toute l'Asie | Site officiel                                                          |
| School of Oriental and African Studies (université de Londres)       | Grande-Bretagne, Londres           | 1960                                           | Archéologie (Turquie, Iran, Égypte, Libye), 2000 objets | Site officiel                                                          |
| Science Museum                                                       | Grande-Bretagne, Londres           | 1753                                           | Objets scientifiques | Site officiel                                                          |
| Victoria and Albert Museum                                           | Grande-Bretagne, Londres           | 1852                                           | Généralistes, environ 19000 objets | Site officiel                                                          |
| Wallace Collection                                                   | Grande-Bretagne, Londres           | 1897                                           | Armes | Site officiel                                                          |
| John Rylands Library (université de Manchester)                      | Grande-Bretagne, Manchester        | 1890                                           | 900 manuscrits persans (collections Crawford et Balcarres, acquises en 1901) | Site officiel                                                          |
| Ashmolean Museum                                                     | Grande-Bretagne, Oxford            | 1845                                           | Généralistes, 4000 objets | Site officiel                                                          |
| Bodleian Library                                                     | Grande-Bretagne, Oxford            | 1602                                           | Livres et manuscrits | Site officiel                                                          |
| History of Science Museum (université d'Oxford)                      | Grande-Bretagne, Oxford            | 1683                                           | Objets scientifiques | Site officiel                                                          |
| Pottery museum and art gallery                                       | Grande-Bretagne, Stoke-on-Trent    | ?                                              | 300 céramiques (200 carreaux, 100 vaisselles), 20 textiles (costumes turcs et palestiniens)                                                                                        | Site officiel                                                          |
| Royal Collection                                                     | Grande-Bretagne, Windsor et autres | ?                                              | 40 manuscrits, divers objets | Site officiel                                                          |
| Musée Benaki                                                         | Grèce, Athènes                     | 1931                                           | Généralistes, plus de 8000 objets | Site officiel                                                          |
| Musée du Monde                                                       | Pays-Bas, Rotterdam                | 1883                                           | Généralistes | Site officiel 40 manuscr                                               |
| Galerie nationale de Prague, château de Zbraslav                     | République tchèque, Prague         | 1919                                           | Généraliste | Site officiel (cs + en)                                                |
| Medelhavsmuseet                                                      | Suède, Stockholm                   | 1954                                           | Généralistes (céramiques, verres métaux, textiles, tapis, peintures) | Site officiel (sv + en + ar)                                           |
| Musée des antiquités de l'Extrême-Orient                             | Suède, Stockholm                   | 1926                                           | Peintures mogholes | Site officiel (sv + en)                                                |
| Nationalmuseum                                                       | Suède, Stockholm                   | 1866                                           | Textiles et tapis de Fustat | Site officiel (sv + en)                                                |
| Musée historique de Stockholm                                        | Suède, Stockholm                   | 1847                                           | Objets islamiques importés en Suède à la période viking ; textiles XVIe-XIXe s. | Site officiel (sv + en)                                                |
| Kungliga Myntkabinettet                                              | Suède, Stockholm                   | ?                                              | Numismatique, notamment de la période viking | Site officiel (sv + en)                                                |
| Armurerie royale de Stockholm                                        | Suède, Stockholm                   | 1628                                           | Armes et armures, textiles | Site officiel (sv + en)                                                |
| Musée ethnographique de Suède                                        | Suède, Stockholm                   | 1900                                           | Ethnographie | Site officiel (sv + en)                                                |
| Kungliga biblioteket                                                 | Suède, Stockholm                   | 1878                                           | Manuscrits et imprimés | Site officiel (sv + en)                                                |
| Riksarkivet                                                          | Suède, Stockholm                   | 1618                                           | Lettres et enveloppes en soies | Site officiel (sv)                                                     |
| Krigsarkivet                                                         | Suède, Stockholm                   | 1805                                           | Documents et cartes | Site officiel (sv)                                                     |
| Château de Skokloster                                                | Suède, entre Stockholm et Uppsala  | années 1970 ?                                  | Armes et armures, tapis, tentes ottomanes | Site officiel (sv + en)                                                |
| Château de Gripsholm                                                 | Suède                              | 1822                                           | Peinture turque | Site officiel (sv + en)                                                |
| Bibliothèque de l'université d'Uppsala                               | Suède, Uppsala                     | 1477                                           | Manuscrits orientaux, vue de La Mecque | Site officiel (sv + en)                                                |
| Musée Röhss                                                          | Suède, Göteborg                    | 1916                                           | Céramiques, verres, textiles, tapis | Présentation du musée sur le site de la ville (sv + en)                |
| Musée des cultures du monde de Göteborg                              | Suède, Göteborg                    | 2004                                           | Ethnographie, collection Hybenette | Présentation du musée sur le site de la ville (sv + en)                |
| Musée d'histoire culturelle de Lund                                  | Suède, Lund                        | ?                                              | Céramiques, verres, textiles |                                                                        |
| Bibliothèque de l'université de Lund                                 | Suède, Lund                        | ?                                              | Manuscrits et imprimés | Site officiel (sv + en)                                                |
| Musée de Malmö                                                       | Suède, Malmö                       | ?                                              | Céramiques, verres, textiles, tapis | Présentation des musées de Malmö                                       |